# Numero poligonale centrale
Un numero poligonale centrale designa il numero massimo di pezzi in cui può essere diviso un disco con n tagli (ad esempio, in quanti pezzi si divide una torta).
La formula generatrice è: {\displaystyle n(n+1)/2+1}. La sequenza dei numeri poligonali centrati si ottiene aggiungendo 1 alla sequenza dei numeri triangolari.
La sequenza generata è: 1, 2, 4, 7, 11, 16, 
22, 29, 37, 46, 56, 67, 79, 92, 106, 121, 137, 154, 172, 191, 211, 232, 254, 277, 301, 326, 352, 379, 407, 436, 466, 497, 529, 562, 596, 631, 667, 704, 742, 781, 821, 862, 904, 947, 991, 1036, 1082, 1129, 1177, 1226, 1276, 1327, 1379,......
È anche chiamata sequenza del lazy caterer o "organizzatore di banchetti pigro".